# 佐野愛
佐野 愛（さの めぐみ、6月6日 - ）は、日本の女性声優。千葉県出身。81プロデュース所属。

## 略歴
2014年4月より81プロデュースに所属。
2018年8月29日、世界初の声優によるバスケットボールリーグ「声優Jrバスケ3×3 SJ3.LEAGUE」の発足が決定され、そのチームである「PuaPureParty!」に参加する。

## 人物
趣味・特技にはプロレス観戦、着付け、縄跳びをそれぞれ挙げている。
81プロデュースの同期には南波ゆきがいる。
姉がいる。

## 出演

### テレビアニメ
2015年
- カードファイト!! ヴァンガードG（2015年 - 2016年、女性ファイターC、女の子B） - 2シリーズ

2017年
- リトルウィッチアカデミア（生徒、ヤンネ）
- EVIL OR LIVE（フォウ）

2018年
- BEATLESS（女性職員B、女子アナ）
- キラッとプリ☆チャン（2018年 - 2019年、店員、女の子のお母さん）

2019年
- フルーツバスケット（弔問客）

2020年
- 魔術士オーフェンはぐれ旅（ティシティニー）
- SHOW BY ROCK!! ましゅまいれっしゅ!!（村民）
- 22/7（イベントMC）
- ブレーカーズ（おばあさん）
- BNA ビー・エヌ・エー（イノシシ）
- 体操ザムライ（女性アナウンサー、男の子C、堂島のファンB、会場アナウンス）

2021年
- 憂国のモリアーティ（市民）
- 東京リベンジャーズ（女子A）
- ゴー!ゴー!キッチン戦隊クックルン（しじみ / シジミーグレイト）

2022年
- CUE!（声優学校の講師）
- パリピ孔明（警察官）

2023年
- もういっぽん!
- 名探偵コナン（主婦）

2024年
- クレヨンしんちゃん（カラスB）
- 女神のカフェテラス（仲居）

2025年
- ある魔女が死ぬまで（住民）
- 前橋ウィッチーズ（恩師）

### 劇場アニメ
- LAIDBACKERS-レイドバッカーズ-（2019年）

### OVA
- 今日、恋をはじめます（2010年、女子生徒）
- 12歳。（2014年、女子E） - 『ちゃお』2014年11月号付録

### Webアニメ
- ふわっちょうんちょ ショートアニメ（2021年、マッスルうんちょ、うんぎょピンク、オトメうんちょ、トロピカルうんちょ、うんちょキングさまイエロー、にゃんちピンク、ばけうんちょブルー、イケメンうんちょ）
- 賭ケグルイ双（2022年、生徒たち）
- サイバーパンク エッジランナーズ（2022年、WEATHER PRESENTER、MAX-TAC）

### ゲーム
2015年
- アブナイ恋の捜査室〜Eternal Happiness〜（主人公の母）
- 俺タワー -Over Legend Endless Tower-（2015年 - 2018年、コンクリートポンプ、ルータプレーン、電子ルータ）
- 戦国アスカZERO（直江兼続、上杉謙信）
- 戦国姫譚MURAMASA-雅-（朝比奈泰朝、色部勝長）

2016年
- ナイトスリンガー（アン、アンジェリナ、パンドラ 他）

2017年
- ダンまち〜メモリア・フレーゼ〜

2018年
- ウイニングハンド（ジークフリート）
- 妖怪三国志（黄月英）

2020年
- Root Film ルートフィルム（水上弘子）
- コール オブ デューティ ブラックオプス コールドウォー（エリザベス・グレイ）
- ファイナルファンタジーVII リメイク

2022年
- コードギアス 反逆のルルーシュ ロストストーリーズ

### ドラマCD
- THE IDOLM@STER MILLION THE@TER GENERATION 13 りるきゃん 〜3 little candy〜（2019年、店員）
- THE IDOLM@STER MILLION THE@TER WAVE 02 Chrono-Lexica（2019年、女性客）
- よるとあさの歌 Ｅｃ（2019年、観客）

### デジタルコミック
- 大人はわかってくれない。（2020年、三和さん[24]）
- ポンポコロボ　アト＆スゥ（2021年、ナレーション、山内さん[25]）
- アニコミ 元武王のおっさんと、万魔王と呼ばれた娘。～ほのぼの父娘の殺伐無双～（2023年、ゾマー[26]）

### 吹き替え

#### 映画
- アップサイドダウン・マジック（レオの母親）
- アポストル 復讐の掟（信徒女）
- エージェント・ウルトラ
- ザ・ハーダー・ゼイ・フォール: 報復の荒野（ウッディ）
- ジョジョ・ラビット
- バービー（ランダムバービー[27]）
- ハーフ・オブ・イット: 面白いのはこれから
- ベルファスト
- 僕のミッシー
- ボディカメラ
- Mr.タスク（コンビニ店員2）
- リバーダンス・アドベンチャー（モヤの母）

#### ドラマ
- アウトランダー シーズン5（アトウェル）
- イカゲーム（209番）
- 梨泰院クラス（女性新聞記者）
- インスティンクト -異常犯罪捜査-（クレア）
- ヴィンチェンツォ（チョン・イングクの妻）
- エレメンタリー ホームズ＆ワトソン in NY シーズン13（ホリー・ミアーズ）
- オールモスト・ネバー 夢みるバンド物語（ミリ、エレナ）
- カオスなサマー（ボディ）
- キャンプ・キキワカ（ルビー）
- クープ&キャミ どっちがイイ?（ペイトン〈ジェイデン・バーテルス〉）
- CREEPSHOW/クリープショー（テレビ女性）
- 刑事ジョン・ルーサー（アナウンサー）
- こいぬのおうち（ワイアット）
- このエリアのクレイジーX（記者）
- THE BAY〜空白の一夜〜（ホリー・メレディス〈ダーシー・ショー〉）
- サンタクラリータ・ダイエット（英語版）（サラ〈カイリー・ブライアント〉）
- Julie and the Phantoms（ローズ）
- 女王ヴィクトリア 愛に生きる シーズン2（従者女）
- 私立探偵マグナム（アマンダ）
- スーパーナチュラル シーズン14
- スペース・フォース（ペラ）
- 何様なのよ? DARE ME（エミリー）
- ビッグバン★セオリー/ギークなボクらの恋愛法則　シーズン11、12（デニース〈ローレン・ラプカス〉）
- 100日の郎君様（侍女）
- ホームカミング シーズン2（ウェンディ）
- 僕と君と彼女の関係 シーズン5（ブリタニー）
- MANIFEST/マニフェスト
- MR.ROBOT シーズン4（アレクサ〈AIスピーカー〉）
- ミセス・アメリカ〜時代に挑んだ女たち〜（ミッジ・コンスタンツァ、メアリー・フランシス）
- ミルドレッドの魔女学校 シーズン4（アズーラ）
- ライザのサバヨミ大作戦!（アマンダ）
- ラチェッド（リリー・カートライト）
- LUCIFER/ルシファー シーズン3（ナタリー 他）
- 令嬢アンナの真実（モティマ 他）
- レイブンのウチはチョー大変!（ジーナ）
- 恋慕（女官、内官の少年）
- ロック・アップ:オアシス（カティ）
- 私の"初めて"日記（ファビオラ・トレス〈リー・ロドリゲス〉)

#### アニメ
- アベンジャーズ・アッセンブル（アイソ）
- アルビン!&しまっピーズ（ジャネット）
- せかいは ふしぎで できている!（ホイットニー）
- ハルク: スマッシュ・ヒーローズ（街の女）
- ビッグ・ヒーロー・シックス
- プラグの抜けたダグ（モニカ）
- ボス・ベイビー ファミリー・ミッション（アーウィン母[28]）
- モンスターズ・ワーク（ナレーター、ミリー・タスクモン）
- 弱虫スクービーの大冒険
- ライオン・ガード（マドア〈メイジー・クロンパス〉）

#### テレビ番組
- フードタスティック!ディズニーフード対決（アニー）
- ブルックリンで、ブルーノと!（英語版）（ナタリー）
- ミッドナイトアジア: 食べて・踊って・夢を見て（アミ・シュロフ）

### ボイスオーバー
- NHKスペシャル「冒険の共有 栗城史多の見果てぬ夢」
- おうちでディズニーDIY（ジェニール・チェイニー、ハンナ・グリーン）
- 週刊ニュース深読み
- 新・地球絶景紀行
- 世界はほしいモノにあふれてる 〜旅するバイヤー極上リスト〜
- 世界ふれあい街歩き
- 探検バクモン
- にっぽん!歴史鑑定
- BS世界のドキュメンタリー

### ナレーション
- アニマックスカフェ
- NHKプレマップ 奇跡のレッスン「水を感じて!前に進もうパラ水泳グレイアム・キャロル」
- 駿河湾
- 絶景に出会う旅 せとうちアートクルーズ 瀬戸内国際芸術祭2019
- 釣りビジョン リレー番宣

### オーディオブック
- 幼女戦記（2018年 - 続刊中、朗読）
- ハル遠カラジ（2020年、イリナ[29]）
- ケモノガリ（2021年、朗読（三人称の部分）[30]）
- 忘却のアイズオルガン（2022年、エルディダーシア ほか[31]）

### VP
- 経済産業省 資源エネルギー（ナレーション）
- 鈴木さんと佐藤くんの「もっと！知って納得！安心車検！代行車検の意外な落とし穴編」（ナレーション）
- ダイセキ環境ソリューション（ナレーション）
- FUSO 創業70周年式典用（ナレーション）

### その他コンテンツ
- ジェイアール東海ツアーズ（電話応答メッセージ）

### シリーズ一覧
1. ↑  第1期（2015年）、第4期『NEXT』（2016年）